# Светлина (компания)
„Светлина“ АД е името на 2 електротехнически компании в България, занимаващи се с производство на електрически крушки и осветители.

## „Светлина“ АД, Сливен
Компанията произвежда главно битови лампи и лампи за вътрешно осветление, както и вътрешни осветители. Предприятието произвежда електрически крушки, битови лампи, лампи с общо приложение.

## „Светлина“ АД, Стара Загора
Това е бившият завод за осветителни тела „Светлина“. Дружеството е създадено през 1949 г.  Основната дейност е свързана с проектирането, производството и търговията с осветителни тела и системи. Производствената листа се диференцира на следните основни групи:
- улични осветилени тела
- паркови осветителни тела
- прожектори
- промишлени осветителни тела
- луминисцентни осветителни тела
- транспортни осветителни тела
- корабни осветителни тела

Уличните осветители на „Светлина“ (особено 36.9.900.094, 36.2.900.101 и 36.2.900.103) са най-широко разпространените улични осветители в България през 1980-те и 1990-те години, като частично са заменени с други чак в периода 2000 – 2004 г. Въпреки че уличните осветители на „Светлина“ са с по-големи размери от повечето нови модели на другите фирми в тази област, те имат и по-големи светителни части и по-големи рефрактори, което допринася за по-голямо разпръскване на светлината спрямо гореспоменатите. Дизайнът на осветителите е стандартен, но в същото време не прекалено остарял, а дори естетичен. През деветдесетте години на 20 век е проведен лек фейслифт на някои от познатите модели, като са използвани нови бои и лакове, които са с по-добра устойчивост на влага и корозия. Уличните осветители на „Светлина“ са изнасяни и в чужбина – СССР, Русия, Германия, както и в други държави.
През 90-те години на миналия век, поради недостатъчната реклама и появата на много други частни компании в сферата на производството на паркови и улични осветителни тела, „Светлина“ АД изпитва период на загуба на популярност. Подмяната на осветителите на предприятието от улиците на почти всички градове с нова продукция от конкуренцията през първите 5 години на 21 век още повече утежнява положението му. Няма данни дали предприятието още функционира.
Според кино-портала на dir.bg известният актьор Васил Михайлов е работил за кратко като шлосер в завода. 

## Модели улични лампи
36.2.900.093
36.9.900.094
- Тип: улична лампа
- Напрежение: 220 V
- Мощност: 1x 250 W
- Размери: 107x40x30 см
- Тегло: 14 кг

36.2.900.101
- Тип: улична лампа
- Напрежение: 220 V
- Мощност: 2x 125 W
- Размери: 107x40x30 см
- Тегло: 16,3 кг

36.2.900.103
- Тип: улична лампа
- Напрежение: 220 V
- Мощност: 2x 250 W
- Размери: 107x40x30 см
- Тегло: 22 кг

23.2.900.180
- Тип: улична лампа с алуминиев корпус
- Напрежение: 220 V
- Мощност: 1x 250 W живачна лампа
- Размери: 72,5 x 35,6 x 32 см
- Тегло: 6,8 кг

23.2.900.181
- Тип: улична лампа с алуминиев корпус
- Напрежение: 220 V
- Мощност: 1x 250 W натриева лампа
- Размери: 72,5 x 35,6 x 32 см
- Тегло: 9 кг

23.2.900.182
- Тип: улична лампа с алуминиев корпус
- Напрежение: 220 V
- Мощност: 1x 250 W металхалогенна лампа
- Размери: 72,5 x 35,6 x 32 см
- Тегло: 9 кг

23.2.900.183
- Тип: улична лампа с алуминиев корпус
- Напрежение: 220 V
- Мощност: 1x 150 W натриева лампа
- Размери: 72,5 x 35,6 x 32 см
- Тегло: 9 кг

23.2.900.183.01
- Тип: улична лампа с алуминиев корпус
- Напрежение: 220 V
- Мощност: 1x 100 W натриева лампа
- Размери: 72,5 x 35,6 x 32 см
- Тегло: 9 кг

23.2.900.189
- Тип: улична лампа с алуминиев корпус
- Напрежение: 220 V
- Мощност: 1x 400 W натриева лампа
- Размери: 72,5 x 35,6 x 32 см
- Тегло: 10,5 кг